# Kazimierz Wajda (historyk)
Kazimierz Józef Wajda (ur. 26 maja 1930 w Bydgoszczy, zm. 22 stycznia 2020) – polski historyk, prof. dr hab.

## Życiorys
Studiował na Uniwersytecie Mikołaja Kopernika w Toruniu i na Uniwersytecie Poznańskim. W 1962 obronił pracę doktorską Kwestia rolna na Pomorzu Gdańskim na przełomie XIX i XX wieku, w 1969 habilitował się na podstawie pracy zatytułowanej Migracje ludności wiejskiej Pomorza Wschodniego w latach 1850–1914. 15 września 1988 nadano mu tytuł profesora w zakresie nauk humanistycznych.
Pracował w Instytucie Socjologii na Wydziale Humanistycznym Uniwersytetu Mikołaja Kopernika w Toruniu. W latach 1990–1997 dyrektor Instytutu Historii i Archiwistyki UMK w Toruniu, do 2000 kierował Zakładem Historii XIX wieku. Członek Towarzystwa Naukowego w Toruniu i Polskiego Towarzystwa Socjologicznego, był również członkiem korespondentem Historische Kommission für Ost- und Westpreussische Landesforschung.
Zmarł 22 stycznia 2020, miejscem spoczynku jest Cmentarz św. Jerzego w Toruniu.

## Nagrody
- Nagroda zespołowa „Trybuny Ludu” (1986) za I tom książki "Historia polskiego ruchu robotniczego do 1880 roku"[3]